# Set (nomós)
| E21 |

| E21 |

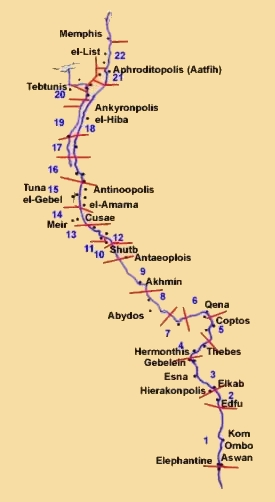
Nomós de la zona de l'Alt Egipte

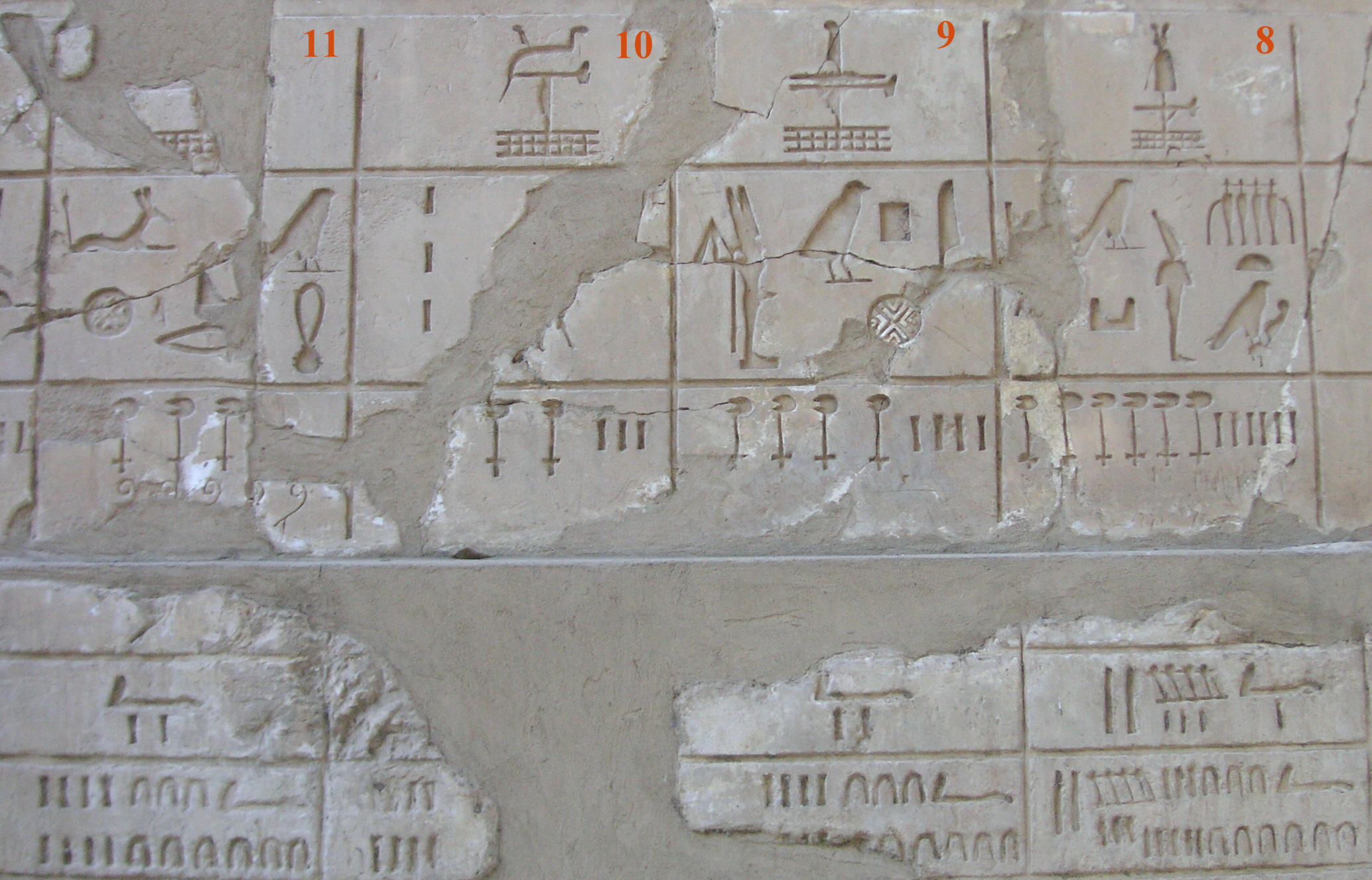
Llista de nomos de Sesostris I, inclou les regions de la VIII a la XI.

Set (també escrit Seth), "l'animal associat amb Seth", és una de les 42 regions o nomós en què es dividia l'antic Egipte, concretament la número XI de l'Alt Egipte. La capital fou Shashotep, també anomenada Hypselis i Apotheke durant l'època clàssica, avui és Shutb. La necròpolis de l'antiga capital es va trobar a l'actual ciutat de Rifeh, situada a uns cinc quilòmetres al sud-oest del primer jaciment. Els déus protectors de la regió foren Horus i Set.
Està situat aproximadament a mig camí entre Amarna i Abidos, a la ribera oest del riu Nil. Destaca el port de Deir Rifa. La regió fa unes 8 hectàrees d'amplada (d'est a oest) i uns 21 quilòmetres de llargada (de nord a sud). Avui dia pertany a la Governació de Qena.
A Deir-Rifeh Petrie (entre el 1905 i el 1907) va descobrir la tomba dels germans Khnum-Nakht i Nekht-Ankh, residents de Shashotep, amb uns dels millors exemples dels Textos dels Sarcòfags de l'Imperi Mitjà.